# Emilio Castelli
Emilio Castelli (Venezia, 30 marzo 1832 – Quarto dei Mille, 19 dicembre 1919) è stato un militare, diplomatico e politico italiano.

## Biografia
Figlio di un combattente nei moti anti-austriaci del 1848 vi prende parte a dispetto dell'età facendo da staffetta tra i comandi del rivoltosi. Al fallimento dei moti la sua famiglia deve riparare in esilio a Torino, dove Jacopo Castelli viene a mancare poco tempo dopo. Rimasto orfano decide di entrare nell'accademia militare del capoluogo piemontese, da cui esce nel 1853 come ufficiale dello Stato maggiore. Nello stesso anno parte la guerra di Crimea, dove prende parte all'Assedio di Sebastopoli e per l'alto valore dimostrato decorato di medaglia di bronzo. Nella seconda guerra d'indipendenza fa parte del battaglione guidato da Vittorio Emanuele II che sbaraglia gli austriaci durante la  Battaglia di Palestro.
Aiutante di campo del generale Cialdini, col grado di capitano di Stato maggiore, partecipa alla campagna delle Marche del 1860, combatte ad Ancona e viene decorato dell'Ordine militare di Savoia nella battaglia di Castelfidardo, in cui riceve nelle proprie mani in segno di resa la spada del generale Georges de Pimodan, comandante delle truppe papaline ferito ed arresosi alle forze italiane.
Dopo l'unità nazionale viene collocato a disposizione del Ministero degli esteri, incaricato di varie missioni diplomatiche ed inviato come addetto militare all'ambasciata italiana di Parigi. Richiamato in Italia per diversi anni lavora a corte come governatore del principe Tommaso, cui contribuisce alla formazione politica che sarà alla base della sua Luogotenenza del regno nel periodo 1915-1919.
Promosso maggiore generale conclude la carriera militare al comando della brigata Siciliana di Torino e della divisione militare territoriale di Chieti. Collocato a riposo per raggiunti limiti di età si dedica alla vita politica veneziana, assessore nella giunta del sindaco Filippo Grimani. All'entrata dell'Italia nella prima guerra mondiale, troppo in avanti con gli anni per gli incarichi militari, dirige con vigore giovanile il Comitato di assistenza e difesa civile della sua città, durante il quale viene nominato senatore a vita.